# Суґіура Сіґео
Суґіура Сіґео (10 травня 1917 — 10 квітня 1988) — японський плавець.
Олімпійський чемпіон 1936 року.